# Jónas Sævarsson
Jónas Guðni Sævarsson (28 novembre 1983) è un calciatore islandese, centrocampista che gioca con l'Halmstad.